# Dysimia distincta
Dysimia distincta är en insektsart som beskrevs av Broomfield 1985. Dysimia distincta ingår i släktet Dysimia och familjen Derbidae. Inga underarter finns listade i Catalogue of Life.